# Baszta skalna

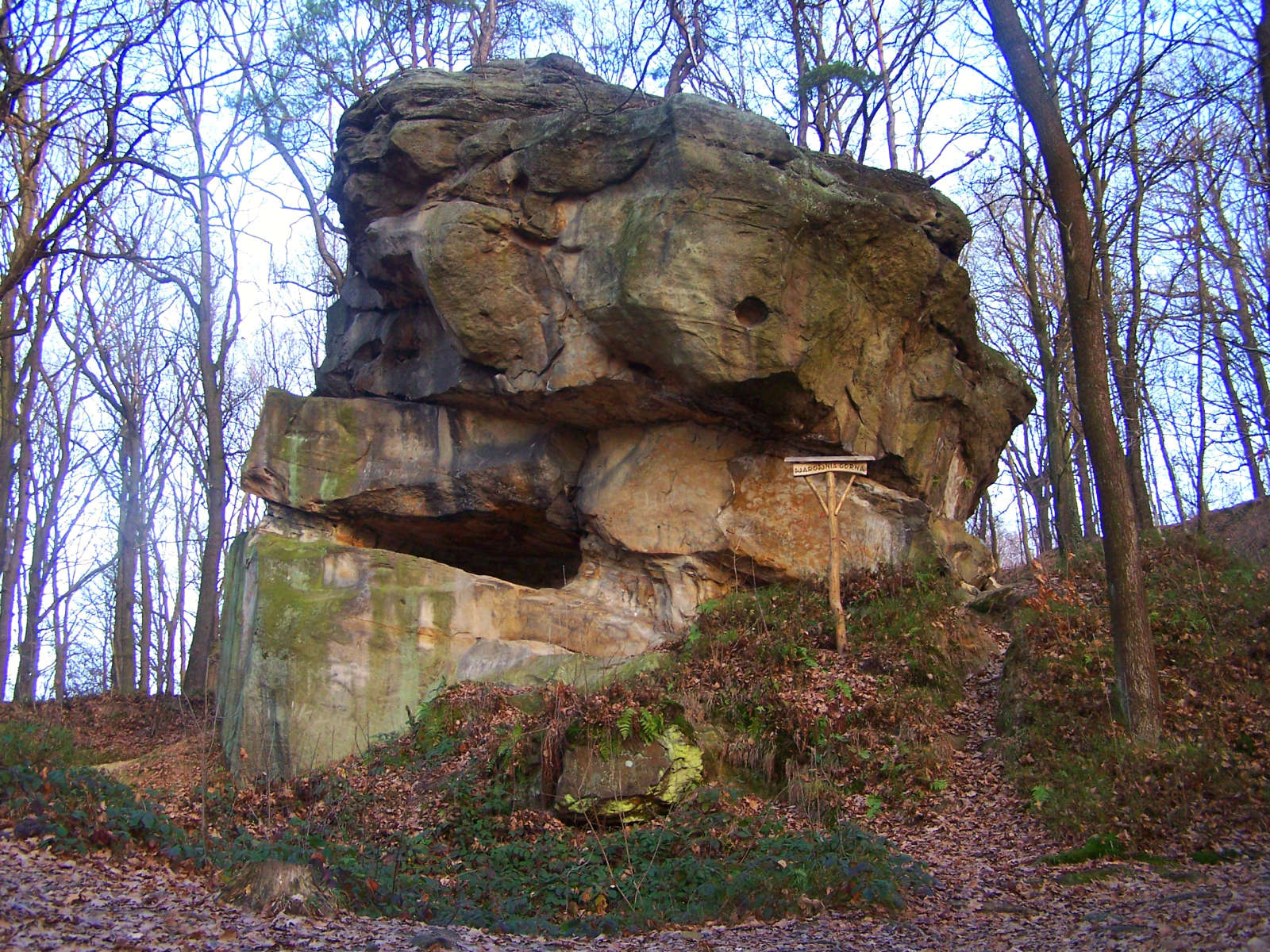
Baszta w Skamieniałym Mieście

Baszta – rodzaj skalicy (skałki). Jest to wypreparowana z podłoża duża, wolnostojąca forma skalna, zrośnięta z nim tylko podstawą. Odmianą baszty są skalne występy i progi – mniejsze i mniej wypreparowane z podłoża. Wszystkie te formy powstały w wyniku erozji i procesów denudacyjnych.
W tatrologii i taternictwie basztą nazywa się turnię, która swoim kształtem przypomina budowlę obronną zwaną basztą. W Tatrach istnieje wiele turni w nazwie własnej mających słowo baszta, np. Orla Baszta.